# Boys in the Trees
Boys in the Trees è un album di Carly Simon, pubblicato dalla Elektra Records nell'aprile del 1978. Il disco fu registrato all'Atlantic Studios di New York City, New York (Stati Uniti).

## Tracce
Lato A
1. You Belong to Me – 3:52 (Carly Simon, Mike McDonald)
2. Boys in the Trees – 3:13 (Carly Simon)
3. Back Down to Earth – 3:08 (Carly Simon)
4. Devoted to You – 2:29 (Boudleaux Bryant)
5. De Bat (Fly in Me Face) – 2:28 (Carly Simon)
6. Haunting – 2:28 (Carly Simon)

Lato B
1. Tranquillo (Melt My Heart) – 4:02 (Carly Simon, James Taylor, Arif Mardin)
2. You're the One – 3:38 (Carly Simon)
3. In a Small Moment – 3:08 (Carly Simon)
4. One Man Woman – 3:39 (James Taylor)
5. For Old Times Sake – 3:41 (Carly Simon, Jacob Brackman)

## Formazione
- Carly Simon - voce, cori, chitarra acustica
- Cornell Dupree - chitarra elettrica
- Richard Tee - pianoforte, Fender Rhodes
- Gordon Edwards - basso
- Steve Gadd - batteria
- David Carey - marimba
- James Taylor - chitarra acustica, cori
- Tony Levin - basso
- Stuart Scharf - chitarra acustica, autoharp, chitarra elettrica
- Don Grolnick - sintetizzatore, ARP, pianoforte, Fender Rhodes
- Errol "Crusher" Bennett - percussioni, congas
- Hugh McCracken - chitarra elettrica
- Will Lee - basso
- Gloria Agostini - arpa
- Margaret Ross - arpa
- Randy Brecker - tromba
- Eddie Bert - trombone
- Barry Rogers - trombone
- Michael Brecker - sassofono tenore
- David Sanborn - sax alto
- Harvey Estrin - sax alto
- George Young - sax alto
- Jaroslav Jakubovic - sassofono baritono
- Ronnie Cuber - sassofono baritono
- Phil Bodner - oboe
- Arif Mardin - armonica
- James Buffington - corno francese
- Brooks Tillotson - corno francese
- Roderick George, Luther Vandross, Ken Williams, Steven Dickson, Marc Embree, Alyia Orme, Joanna Simon, Lucy Simon, Cissy Houston, Alex Ligertwood - cori